# Ouali Azem
Pour les articles homonymes, voir Azem.
 (septembre 2019).
Ouali Azem, né le 3 mars 1913 à Agouni Gueghrane (en Algérie) et mort le 1er septembre 2002 à Montauban (Tarn-et-Garonne), est un homme politique et agriculteur français.

## Biographie
Électricien de formation, Ouali Azem et son frère sont requis par le STO pendant l’occupation allemande.
En 1957, il devient maire de Agouni Gueghrane, conseiller général de Grande Kabylie puis président de la Fédération des maires de Kabylie en 1958. Après le 13 mai 1958, il devient vice-président du Comité de Salut Public de l’Algérie dont les deux coprésidents sont le docteur Chérif Sid Cara et le général Massu, puis député de 6e la circonscription de Tizi Ouzou sous la Ve République.
Le 8 novembre 1961, Ouali Azem est l'un des 80 parlementaires qui votent l'Amendement Salan.
Après l’indépendance de l’Algérie, le 3 juillet 1962, son mandat de député est supprimé. Il s’installe comme agriculteur à Montaigu-de-Quercy (Où il est inhumé avec des proches dans un cimetière musulman privé) et fonde un Comité de défense des agriculteurs rapatriés. Il accepte la présidence du Cercle algérianiste de Montauban.
Il est cité par la défense de Raoul Salan lors de son procès en mai 1962. Ne pouvant venir témoigner, sa protection par la Préfecture de Police n’étant plus assurée, il écrit cependant à propos de l’Algérie : « Le gouvernement a changé de cap. Le général Salan n’a pas admis cet abandon, et c’est pourquoi il se trouve devant vous. »

## Vie privée
Il est le frère du chanteur algérien Slimane Azem.

## Distinctions
- Chevalier de la Légion d'honneur.
- Officier de l'Ordre national du Mérite.
- Croix de la Valeur militaire avec étoile d'argent.